# Região de Aveiro
Região de Aveiro ist eine portugiesische Subregion im Nordwesten der Region Centro. Im Jahr 2021 verzeichnete die Subregion 367.455 Einwohner und eine Bevölkerungsdichte von 217 Einwohnern pro km2. Die im Jahr 2008 gegründete Subregion hat eine Fläche von 1.692 km2, welche sich in 11 Kreise und 74 Gemeinden unterteilen lässt. Die Hauptstadt der Subregion ist die Stadt Aveiro, die mit 80.978 Einwohnern in der gesamten Gemeinde und 58.142 Einwohnern im Stadtgebiet die größte Stadt der Subregion ist. Sie grenzt im Norden an die Subregion Metropolregion Porto, im Osten an die Subregion Viseu Dão-Lafões, im Süden an die Região de Coimbra und im Westen an den Atlantischen Ozean.

## Kreise
Die Subregion besteht aus den folgenden 11 Kreise:
- Águeda
- Albergaria-a-Velha
- Anadia
- Aveiro
- Estarreja
- Ílhavo
- Murtosa
- Oliveira do Bairro
- Ovar
- Sever do Vouga
- Vagos

## Demografie

### Kreise
Die Volkszählung 2021 zeigt, dass in der Subregion die Einwohnerzahl auf 367.455 gestiegen ist, im Vergleich zu dem Jahr 2011, wo die Einwohnerzahl bei 370.394 lag und im Jahre 2001, wo die Einwohnerzahl bei 364.973 lag. Aveiro, Ílhavo, Oliveira do Bairro und Vagos sind die einzigen der elf Kreise, die einen Anstieg verzeichneten, hingegen die anderen sechs Kreise eine Minderung verzeichneten.
| Einwohnerzahl aller 11 Kreise der Subregion Região de Aveiro | Einwohnerzahl aller 11 Kreise der Subregion Região de Aveiro | Einwohnerzahl aller 11 Kreise der Subregion Região de Aveiro | Einwohnerzahl aller 11 Kreise der Subregion Região de Aveiro | Einwohnerzahl aller 11 Kreise der Subregion Região de Aveiro | Einwohnerzahl aller 11 Kreise der Subregion Região de Aveiro |
| Kreis                                                        | Einwohner                                                    | Einwohner                                                    | Einwohner                                                    | Fläche in km2                                                | Bevölkerungs- dichte pro km2                                 |
| Kreis                                                        | 2001                                                         | 2011                                                         | 2021                                                         | Fläche in km2                                                | Bevölkerungs- dichte pro km2                                 |
| ------------------------------------------------------------ | ------------------------------------------------------------ | ------------------------------------------------------------ | ------------------------------------------------------------ | ------------------------------------------------------------ | ------------------------------------------------------------ |
| Águeda                                                       | 49.041                                                       | 47.729                                                       | 46.131                                                       | 335,2 km2                                                    | 137                                                          |
| Albergaria-a-Velha                                           | 24.638                                                       | 25.252                                                       | 24.842                                                       | 158,8 km2                                                    | 156                                                          |
| Anadia                                                       | 31.545                                                       | 29.150                                                       | 27.535                                                       | 216,6 km2                                                    | 127                                                          |
| Aveiro                                                       | 73.335                                                       | 78.450                                                       | 80.978                                                       | 197,5 km2                                                    | 410                                                          |
| Estarreja                                                    | 28.182                                                       | 26.997                                                       | 26.224                                                       | 108,1 km2                                                    | 242                                                          |
| Ílhavo                                                       | 37.209                                                       | 38.598                                                       | 39.239                                                       | 73,4 km2                                                     | 534                                                          |
| Murtosa                                                      | 9.458                                                        | 10.585                                                       | 10.478                                                       | 73,0 km2                                                     | 143                                                          |
| Oliveira do Bairro                                           | 21.164                                                       | 23.028                                                       | 23.143                                                       | 87,3 km2                                                     | 265                                                          |
| Ovar                                                         | 55.198                                                       | 55.398                                                       | 54.968                                                       | 147,7 km2                                                    | 372                                                          |
| Sever do Vouga                                               | 13.186                                                       | 12.356                                                       | 11.063                                                       | 129,8 km2                                                    | 85                                                           |
| Vagos                                                        | 22.017                                                       | 22.851                                                       | 22.889                                                       | 164,9 km2                                                    | 138                                                          |
| Subregion Região de Aveiro                                   | 364.973                                                      | 370.394                                                      | 367.455                                                      | 1.692 km2                                                    | 217                                                          |

### Städte
Die Volkszählung 2021 zeigt, dass die Einwohnerzahl aller Menschen, die in der Subregion in einer offiziellen Stadt wohnen auf 169.133 gestiegen ist, im Vergleich zu dem Jahr 2011, wo die Einwohnerzahl bei 164.046 lag. Ovar und Anadia sind die einzigen der neun Städte, die eine Minderung verzeichneten, hingegen die anderen sieben Städte einen Anstieg verzeichneten.
| Einwohnerzahl aller 9 Städte der Subregion Região de Aveiro | Einwohnerzahl aller 9 Städte der Subregion Região de Aveiro | Einwohnerzahl aller 9 Städte der Subregion Região de Aveiro | Einwohnerzahl aller 9 Städte der Subregion Região de Aveiro | Einwohnerzahl aller 9 Städte der Subregion Região de Aveiro | Einwohnerzahl aller 9 Städte der Subregion Região de Aveiro |
| Stadt                                                       | Kreis                                                       | Einwohner                                                   | Einwohner                                                   | Fläche in km2                                               | Bevölkerungs- dichte pro km2                                |
| Stadt                                                       | Kreis                                                       | 2011                                                        | 2021                                                        | Fläche in km2                                               | Bevölkerungs- dichte pro km2                                |
| ----------------------------------------------------------- | ----------------------------------------------------------- | ----------------------------------------------------------- | ----------------------------------------------------------- | ----------------------------------------------------------- | ----------------------------------------------------------- |
| Aveiro                                                      | Aveiro                                                      | 54.398                                                      | 58.142                                                      | 81,1 km2                                                    | 716                                                         |
| Ovar                                                        | Ovar                                                        | 29.765                                                      | 29.436                                                      | 86,4 km2                                                    | 340                                                         |
| Ílhavo                                                      | Ílhavo                                                      | 16.470                                                      | 16.677                                                      | 39,0 km2                                                    | 427                                                         |
| Gafanha da Nazaré                                           | Ílhavo                                                      | 15.240                                                      | 15.553                                                      | 16,4 km2                                                    | 946                                                         |
| Águeda                                                      | Águeda                                                      | 13.576                                                      | 13.710                                                      | 36,0 km2                                                    | 380                                                         |
| Esmoriz                                                     | Ovar                                                        | 11.448                                                      | 11.924                                                      | 9,0 km2                                                     | 1317                                                        |
| Albergaria-a-Velha                                          | Albergaria-a-Velha                                          | 10.568                                                      | 11.060                                                      | 47,0 km2                                                    | 235                                                         |
| Oliveira do Bairro                                          | Oliveira do Bairro                                          | 6.250                                                       | 6.391                                                       | 23,2 km2                                                    | 273                                                         |
| Anadia                                                      | Anadia                                                      | 6.331                                                       | 6.240                                                       | 14,4 km2                                                    | 433                                                         |
| Alle Städte der Subregion Região de Aveiro                  | Alle Städte der Subregion Região de Aveiro                  | 164.046                                                     | 169.133                                                     | 352,4 km2                                                   | 479                                                         |